# Discoloma erichsoni
Discoloma erichsoni là một loài bọ cánh cứng trong họ Discolomatidae. Loài này được Reitter miêu tả khoa học năm 1877.